# Risano

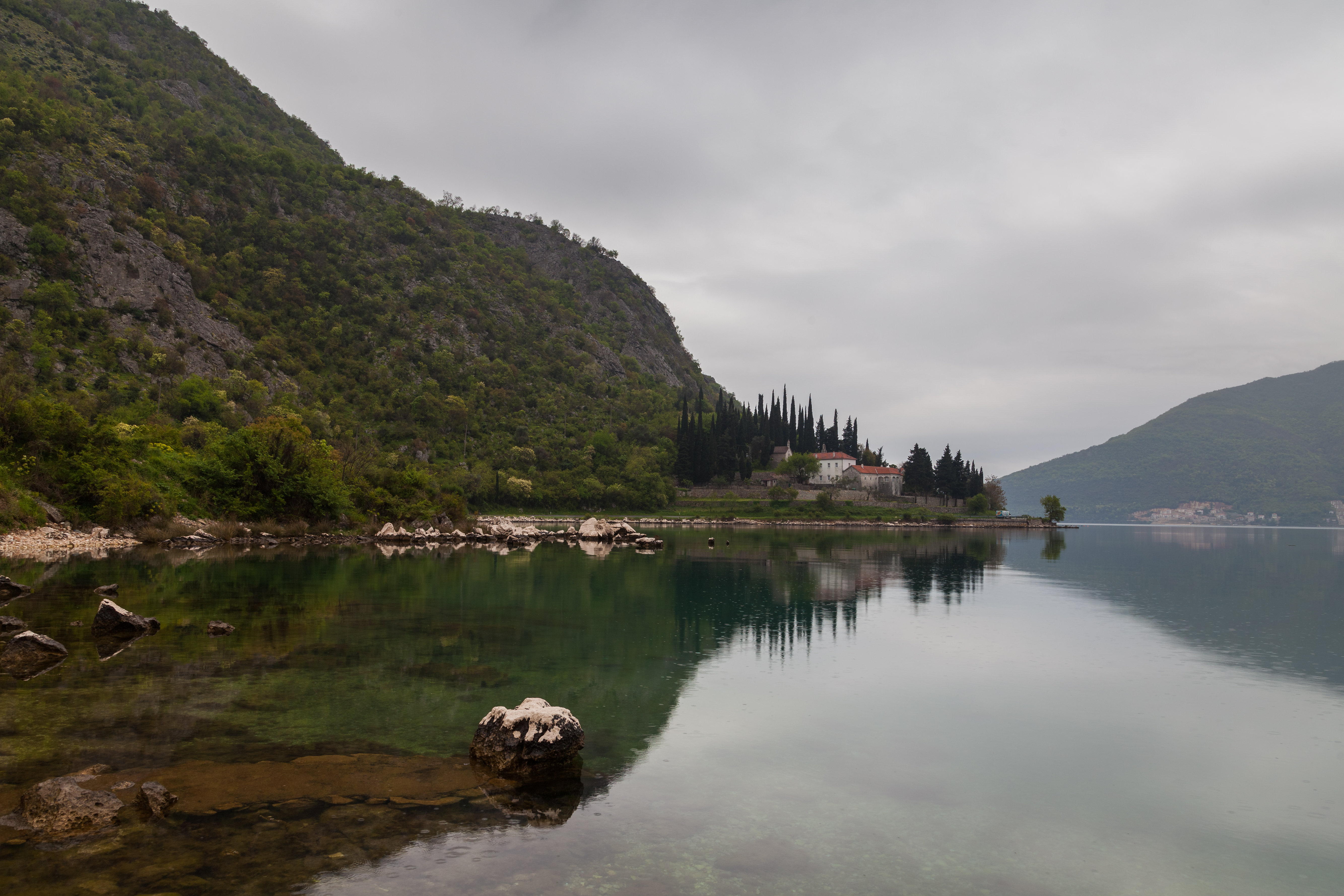
Veduta di Risano

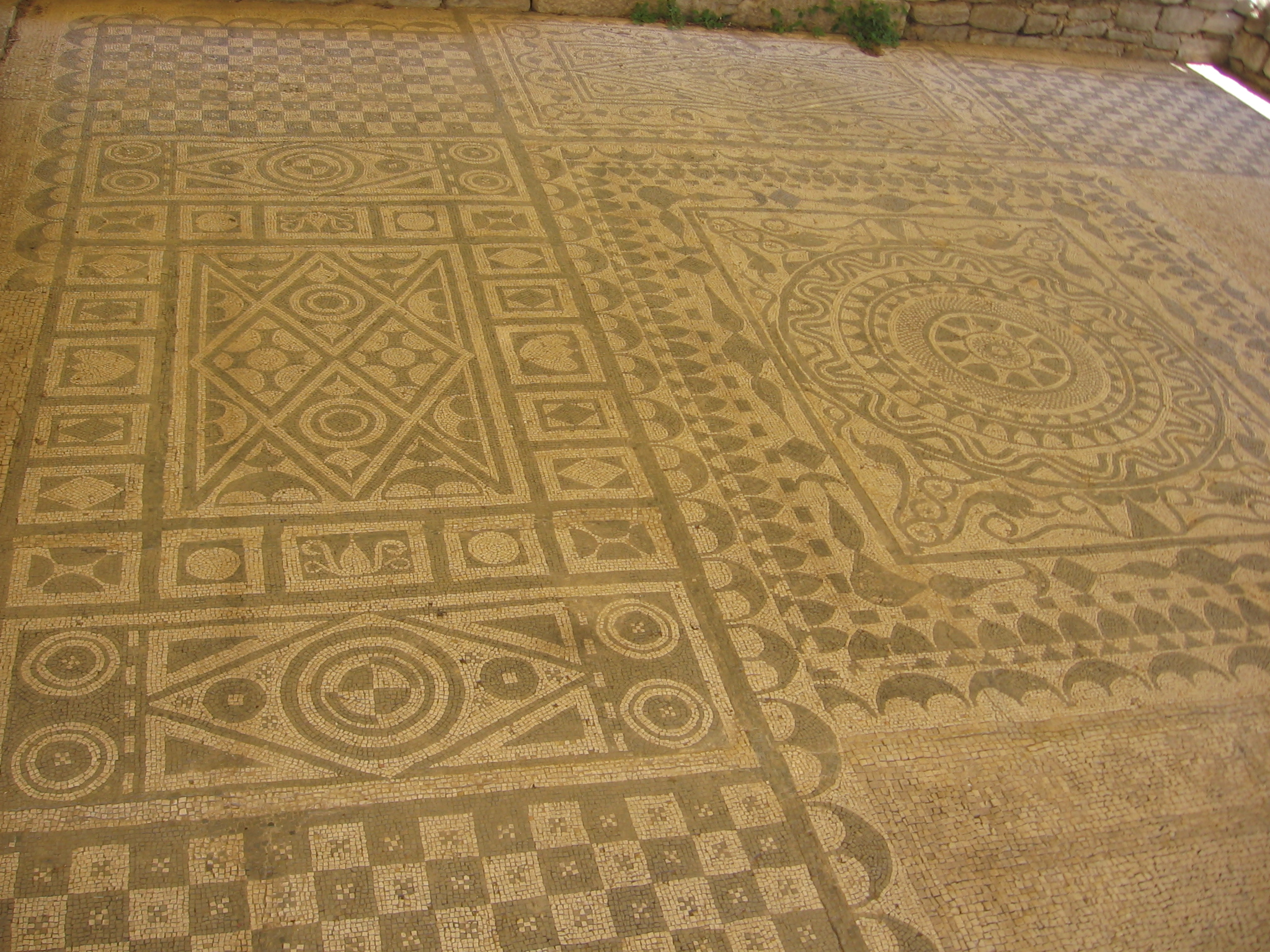
Mosaici romani a Risano

Risano (in montenegrino Risan - Рисан -), è una località del Montenegro, la più antica delle Bocche di Cattaro; conta circa 2 000 abitanti ed è compresa nel comune di Cattaro.

## Geografia fisica
Risano è situata in amena posizione in fondo all'omonimo golfo, nella parte più interna e riparata delle Bocche, in una zona carsica ed estremamente piovosa. La posizione geografica di Risano, protetta da attacchi terrestri grazie alle ripide pendici del monte Orjen e dalle incursioni marittime piratesche grazie allo stretto delle Catene, ne ha determinato l'antica prosperità.

## Storia
La più antica menzione della città risale al IV secolo a.C., quando con il nome greco di Rhizon costituiva il centro principale delle Bocche. Di fondazione illirica, fu la principale base e capitale della regina Teuta, che secondo la leggenda si gettò dalle mura della fortezza costruita sulla collina che domina la città. A quell'epoca la città batteva moneta e dava il nome alle bocche di Cattaro (sinus rhizonicus). Rhizon aveva anche una divinità protettrice, Medaurus, raffigurato a cavallo con una lancia; mentre secondo la mitologia greca, fu rifugio di Cadmo presso gli Enchelei.
Romana dal 168 a.C., Rhizinium o (Rhisinium) crebbe d'importanza, tanto che Plinio la chiamò oppidum civium Romanorum; la città fiorì nel I e II secolo, periodo al quale risalgono i cinque mosaici di Risano, tra i maggiori tesori artistici del Montenegro. A causa dei frequenti terremoti, alcune parti della città sprofondarono in mare, dove si trovano tuttora.
Con le invasioni degli Avari e degli Slavi, Risano rimase deserta e l'ultima traccia di un vescovo in città risale al 595. Della diocesi di Risano si torna ad avere menzione solo dopo il 1062. Nel X secolo, l'imperatore bizantino Costantino Porfirogenito incluse Risano tra le città abitate della Travunia, mentre il sacerdote di Doclea considerò Rissena un distretto.
Durante il medioevo la città divenne Rosonum e perse gran parte della sua importanza e a metà del XV secolo passò al duca Stefano (herceg Stjepan). Nel 1466 la Repubblica di Venezia cercò di ottenere Risano e Castelnuovo offrendo in cambio l'isola di Brazza e un palazzo a Spalato, ma alla fine il figlio di Stefano, Vlatko, cedette le due città ai Turchi ottomani nel 1482. Risano fu poi più volte contesa: prima fu assediata dai bulgari e poi fu razziata e conquistata dal leggendario corsaro turco Barbarossa nel 1530, per poi tornare ai Turchi dal 1539 al 1687. Solamente nel 1688 entrò a far parte della Serenissima; da quel momento seguì le sorti della Dalmazia veneta, poi austriaca e jugoslava.
Fu un comune della Provincia di Cattaro, suddivisione amministrativa del Governatorato della Dalmazia, dipendente dal Regno d'Italia dal 1941 al 1943.